# Клініка Санкт Ґеорґ
Клініка Са́нкт Ґе́орґ (нім. Klinikum St. Georg) – найстаріша, а після університетської лікарні Лейпцига друга за величиною лікарня в Лейпцигу, Німеччина. Була заснована 1212 року. 1913 року перенесена на околиці міста  де розташована і досі. Клініка складається з клініки St. Georg gGmbH та муніципальної лікарні "St. Georg" Лейпциг (експлуатується містом Лейпциг). В даний час (стан: 2020) у лікарні працює понад 3500 працівників, лікарня має 1066 ліжок  у 25 клінічних відділеннях. Крім того, gGmbH та муніципальна лікарня функціонують як академічна навчальна лікарня Лейпцигського університету.